# 4250 Perun
4250 Perun (1984 UG) là một tiểu hành tinh vành đai chính được phát hiện ngày 20 tháng 10 năm 1984 bởi Zdeňka Vávrová ở Klet.